# ホセ・ビクトル・ブルゴス
ホセ・ビクトル・フローレス・ブルゴス（Jose Victor Flores Burgos、1974年4月10日 - ）は、メキシコの男性プロボクサー。元IBF世界ライトフライ級王者。
シナロア州コパーラ出身。
敗戦数の多さ(15敗)が目が付くがライトフライ級では果敢に打ちに行くスタイルだったため母国メキシコとアメリカでも人気があった。
WBO世界ミニマム級王者アレックス・サンチェスとの3度の激闘はメキシコの他、サンチェスの母国プエルトリコでも有名で同じく母国でのトマス・コルドバとの3度の激戦も有名。ライトフライ級でもクラス最強のパワーがあったため愛称は軍艦のスペイン語表記のEl Acorazado。元WBC世界フェザー級シルバー王者ファン・カルロス・ブルゴスは甥にあたる。

## 来歴
1993年2月5日、プロデビュー戦をいきなりのアメリカデビューを果たすも4回判定負けを喫し黒星でキャリアをスタートした。デビュー当時のブルゴスのウェイトはフライ級。
デビューから泥沼の4連敗(4連敗の時の相手は世界ランカー候補)でプロでは大成しないというブルゴスチームの声が上がったが、1993年9月6日、3戦全勝のトマス・コルドバとの一戦で勝利を収めプロ初白星を飾った。ちなみにブルゴスは1993年は5回リングに上がるハイペースでの出場を乗り切った。
6連勝を果たしたプロボクサーとして軌道に乗り出したブルゴスだが、デビュー4連敗以来の大きなつまずきをまたしても経験することになった。1994年5月13日、プロ初白星を挙げてなおかつ黒星をつけたトマス・コルドバと再戦し4回判定負け。この敗戦をきっかけに勝っては負けを交互に繰り返す負の連鎖を経験してしまった。
1994年12月4日、レオナルド・グティエレスとの対戦で4回判定勝ちをきっかけに大きく変わったブルゴスは立て続けにKOを連発。大砲のように波状攻撃のような連打を見せスペイン語で軍艦の愛称がついた。
その中でも1995年10月24日、メキシコライトフライ級王者エドガル・コントレラスと対戦し、12回判定勝ちを収め王座獲得に成功した。
メキシコタイトルを掴み国内のクラス最強に上り詰めたブルゴスは1996年2月12日、ホセ・ルイス・ゼパダと対戦し11回負傷判定勝ちを収め初防衛に成功した。
1996年4月30日、三度トマス・コルドバと再戦し7回TKO勝ちを収め再戦にケリを付けて2度目の防衛に成功した。
1997年3月29日、ネバダ州ラスベガスのラスベガス・ヒルトンにて、WBO世界ミニマム級王者アレックス・サンチェスに挑戦したが、12回0-3(110-115、112-113、111-114)の判定負けを喫し王座獲得に失敗した。
1997年12月12日、後にメキシコのプロボクサーで初となる世界5階級制覇王者になるホルヘ・アルセが持つWBAフェデセントロフライ級王座に挑戦し、12回判定勝ちを収め王座獲得に成功した。
1998年2月20日、後に南アフリカのプロボクサーで史上初の2階級制覇王者になるIBA世界ライトフライ級王者ジェイコブ・マトラーラと対戦し、8回0-2の負傷判定(76-76、2者が75-77)負けを喫し王座獲得に失敗した。
1998年10月17日、後のWBA世界フライ級王者と元WBO世界バンタム級暫定王者で2階級制覇王者を達成する17戦全勝のIBA世界スーパーフライ級王者エリック・モレルと対戦し12回判定負けを喫し王座獲得に失敗した。
1998年11月6日、デンマークコペンハーゲンのK.B.ハレンにてIBC世界スーパーフライ級王者ジェスパー・ジャンセンと対戦し、12回0-3(109-118、113-116、113-115)の僅差判定負けを喫し王座獲得に失敗した。
2000年2月4日、ファン・カルロス・モレノが持つNABO北米ライトフライ級王座に挑戦し4回TKO勝ちを収め王座獲得に成功した。
2000年12月4日、後のIBF世界ミニマム級王者ロベルト・カルロス・レイバと対戦し8回TKO負けを喫しNABO王座初防衛に失敗し王座から陥落した。
2001年5月5日、WBO全米ライトフライ級王者ビクター・エルナンデスと対戦し、12回3-0の大差判定(2者が120-108、119-109)勝ちを収め王座獲得に成功した。
2002年5月11日、プエルトリコ・サンフアンのロベルト・クレメンテ・コロシアムで、アレックス・サンチェスとリカルド・ロペスへの挑戦権を賭けて対戦し12回1-1の三者三様の引き分け(115-113、114-114、113-115)に終わりロペスへの挑戦権の獲得に失敗した。
2003年2月15日、三度アレックス・サンチェスとロペスの引退により空位になったIBF世界ライトフライ級王座決定戦をネバダ州ラスベガスのシーザーズ・パレス内コロシアム・アット・シーザーズ・パレスで行われた。このコロシアムでは初めてとなるボクシング興行が行われこの日のメインイベントであるティム・オースティンVSラファエル・マルケスの前座で行われた。この試合も激戦になったが12回1分50秒TKO勝ちを収め第3戦目でサンチェスとの因縁対決に悲願の初勝利を挙げて王座獲得に成功した。
2003年12月13日、ニュージャージー州アトランティックシティのボードウォーク・ホールにてWBA世界ライトフライ級王者ロセンド・アルバレスと対戦しライトフライ級クラス最強を決める1戦として注目を集めたが1-1(116-113、114-114、112-116)の三者三様の引き分けに終わりWBAの王座獲得に失敗したが、IBF王座の初防衛に成功した。
2004年5月15日、ネバダ州ラスベガスのマンダレイ・ベイ・イベント・センターにてIBFパンパシフィックライトフライ級王者ファーラン・サッククリーンと対戦し6回1分43秒TKO勝ちを収め2度目の防衛に成功した。
2005年5月14日、ネバダ州ラスベガスのMGMグランドにて元IBF世界同級王者ウィル・グリッグスピーと対戦し0-3(112-116、110-118、111-117)の判定負けを喫し3度目の防衛に失敗し王座から陥落した。
2007年3月3日、カリフォルニア州ロサンゼルス郡カーソンのスタブハブ・センターにて、IBF並びにIBO世界フライ級王者ビック・ダルチニアンと対戦しフライ級クラス最強のダルチニアンに攻め込まれ2回にダウンを奪われた。その後もダルチニアンの猛攻にさらされ12回1分27秒TKO負けを喫し2階級制覇に失敗。試合後意識を失い脳内出血の診断を受け手術を受け現役を引退した。

## 獲得タイトル
- メキシコライトフライ級王座
- WBAフェデセントロフライ級王座
- NABO北米ライトフライ級王座
- WBO全米ライトフライ級王者
- IBF世界ライトフライ級王者（防衛2）